# Ожиганов, Дмитрий Герасимович
Дмитрий Герасимович Ожиганов (30 октября 1892, Бирск — 27 октября 1978, Уфа) — геолог, доктор геолого-минералогических наук (1954), профессор (1955). Заслуженный деятель науки и техники БАССР (1957).

## Биография
Окончил Московский геологоразведочный институт в 1930 году. С 1913 работал учителем, заведующим библиотеками, библиотечным отделом Башглавполитпросвета, в 1923—25 в Институт народного образования. В 1930—1972 в Башкирском Государственном университете, с 1955 — заведующий кафедрой физ. географии, геологии и геоморфологии. Одновременно в 1930—1946 годах в Башкирском геологическом управлении: руководитель группы нерудных полезных ископаемых, главный инженер, начальник партии, главный геолог.
Во времена Великой Отечественной войны коллектив управления проводил работу по обеспечению оборонной промышленности страны стратегическим минеральным сырьём. Известно, что деятельность Ожиганова была связана с геологией, стратиграфией — изучением последовательности формирования комплексов горных пород. Дмитрий Герасимович сыграл важнейшую роль в составлении геологических карт и карты полезных ископаемых Башкирии. Именем профессора Ожиганова названа пещера в Бурзянском районе республики. О его трудах напечатали в газете «Красная Башкирия» в ноябре 1947 года. Является автором более 40 научных трудов. Был награждён орденом Трудового Красного Знамени в 1949 году.

## Сочинения
- Геологические экскурсии вокруг г. Уфы. Уфа, 1927.